# Клин (фотография)
Вижте пояснителната страница за други значения на Клин.
Клин е фотографски термин, с който се означава техниката на заснемане на поредица снимки на един и същ обект, използвайки различни настройки на фотоапарата, с цел получаване на кадър с оптимална експозиция, фокус или баланс на бялото. Използва се и терминът бракетинг (на английски: bracketing).

## Клин на експозицията
Освен ако не е уточнено друго, терминът „клин“ стандартно се отнася до настройките на експозицията.
Техниката е полезна в ситуации, когато е трудно да се получи качествено изображение, тъй като малки промени в настройките на параметрите на експозицията водят до относително големи разлики в качеството на резултата. Препоръчва се и в случаи, когато фотографът:
- не е сигурен в показанията на светломера,
- снима с механичен фотоапарат без светломер, или,
- снима с цифров апарат, но по някаква причина няма възможност или време да провери резултата на LCD-дисплея.[1]

Клинът е приложим при всички видове фотоапарати, които позволяват ръчни настройки на апертурата и скоростта на затвора. Фотографът може да избере сам да изчислява стойностите на параметрите на експозицията и да ги сменя на ръка, или да се възползва от функцията „автоматичен клин“ (autobracketing), в случай, че апаратът му я предлага.
За целта, при фиксирана светлочувствителност фотографът избира за основната снимка една двойка стойности на апертурата и скоростта (обикновено тези, за които светломерът на апарата дава нулева стойност на експозицията, 0 EV) и прави една по-светла (преекспонирана) и една по-тъмна (недоекспонирана) снимки, чиито стойности на експозицията са равноотдалечени от основната на {\displaystyle \textstyle {\pm {\frac {1}{3}},\pm {\frac {1}{2}},\pm {\frac {2}{3}},\pm 1EV}} или дори повече.
При клина промяната на експозицията идва по линия промяна на скоростта, т.е. стойността на блендата остава същата, а оттам се запазва и дълбочината на остротата. При ниски скорости на снимане може да се наложи употребата на триножник, за да се осигури еднаквото качество на различните кадри от клина.
При последваща компютърна обработка на снимките, получени с техниката клин, те често се комбинират, за да се получи в резултат оптимален по отношение на текстурата и осветлението кадър.

## Клин на фокуса
Клин на фокуса (focus bracketing) се използва в случаи на ограничена дълбочина на остротата, например при макрофотографии, когато могат да се направят серия снимки с различен фокус и от тях да се избере една, на която най-голяма част от обекта е на фокус или да се комбинират няколко, в които различните части от обекта поотделно са добре фокусирани. Тази техника още може да се срещне като „комбиниран фокус“.

## Клин на баланса на бялото
Клинът на баланса на бялото (white balance bracketing) е специфична за цифровата фотография техника, която дава възможност да се постигне оптимално изображение в случаи на смесено осветление от два и повече различни светлинни източници. С цифров фотоапарат могат да се заснемат няколко варианта на кадъра, като балансът на бялото се настройва по различните източници: слънчева светлина, флуоресцентна светлина, светлина от нажежаема лампа, студийно осветление, фотосветкавица, или се остави да се настрои автоматично. Особеност при този вид клин е, че резултатите се получават от една експозиция. При този вид клин експозицията се запазва, но различните кадри могат да варират от червеникави до синкави. Тази техника е необходима само при снимане в JPG, когато се снима в суров файл режима е абсолютно излишен, защото е възможна промяна на баланса на бялото в постобработка без никакви загуби на качество или информация.